# Cueva de las Maravillas de Alcira
La Cueva o Torre de las Maravillas se encuentra en la partida de Vilella de Alcira, cerca del linde con el término municipal de Carcagente. Esta cueva tiene la peculiaridad de poseer una torre cuadrangular erigida en 1912 para cerrar y controlar su acceso.
La cueva está incluida en el Catálogo de Cuevas de la Comunidad Valenciana. En el año 2006 la Unión Europea la incluía en la lista de lugares de importancia Comunitaria de la región biogeográfica mediterránea (LIC), por lo que la entrada a la cueva está restringida del 1 de marzo al 1 de diciembre.

## Historia
La torre fue diseñada por el arabista carcagentino Julián Ribera Tarragó. Llama la atención por sus proporciones y por haber tenido decorados con mosaicos sus muros exteriores, uno de los cuales, situado en el muro de poniente, con una media luna azul, se conserva casi intacto.
La cueva presenta dos bocas separadas por escasos metros. La utilizada para su entrada se halla en el interior de la torre cuadrangular y da paso a una galería descendente de 10 metros, que da acceso a una sala de 35 x 20 x 7 metros, con abundantes formaciones litogénicas y material clástico. Explorada en 1880 por Ehlers y Martínez Escalera, se encontró una nueva especie de coleóptero, el Anillochlamys tropica, descrita en 1881. Posteriormente, la cavidad fue topografiada por V. Ajado en el año 1968.

## Descripción
En su interior alberga pequeñas cantidades de murciélagos en las épocas de hibernación y reproducción. Una de las diferentes especies que habita es el murciélago mediano de herradura (Rhinolophus mehelyi). Dicha especie se describe en la Directiva de Hábitats (anexo II), Libro Rojo Español (1992), como especie vulnerable. Su distribución es circunmediterránea, existiendo poblaciones en Italia, península ibérica, Península Balcánica y la franja costera del norte de África. En España se estima una población total de 3000 a 4000 ejemplares. En la Comunidad Valenciana apenas se han registrado varias decenas de ejemplares repartidos en tres cavidades.
Otro de los habitantes habituales de la cavidad es el murciélago ratonero patudo (Myotis capaccinii). Al igual que su congénere, está inscrito en la Directiva de Hábitats (anexo II), Libro Rojo Español (1992), como especie en peligro. La especie está presente en la franja costera del Magreb y en la Europa mediterránea. Aunque más extendida que la especie anterior, se estima que el 25% de la población mundial radica en la Comunidad.
El fácil acceso a la cueva y su cercanía a la población causa que entren personas no concienciadas con el respeto que debemos a estas maravillas de la naturaleza, por lo que el interior de la misma se encuentra en bastante mal estado.
El murciélago ratonero patudo (Myotis capaccinii) y el murciélago mediano de herradura (Rhinolophus mehelyi) son especies catalogadas en peligro de extinción. Por lo que la conselleria de territori i habitatge ha elaborado un plan recuperador en el que se han restringidos la entrada a 18 cavidades. Por decreto 82/2006, de 9 de junio.
Queda restringido el acceso durante todo el año a la mencionada cueva de las Maravillas de Alcira.